# Center za doktrino in razvoj Slovenske vojske
Center za doktrino in razvoj Slovenske vojske (kratica: CDR) je ustanova Slovenske vojske, ki skrbi za celostni razvoj in doktrino Slovenska vojska in je v sestavi Poveljstva za doktrino in razvoj, izobraževanje in usposabljanje Slovenske vojske. Center je bil sprva nastanjen v vojašnici Šentvid; od januarja 2009 se nahaja v Kadetnici Maribor.

## Zgodovina
Center je bil ustanovljen 1. julija 2004 z reorganizacijo delovne skupine za doktrino in razvoj.
Njegov predhodnik je bil Center vojaških šol Slovenske vojske.

## Poveljstvo
- kapitan bojne ladje Ljubo Poles